# Бородайко Корнило
Бородайко Корнило (*23 березня 1897, Волиця — † 16 травня 1993, Чикаго) — український військовий і громадський діяч, повстанець; хорунжий УСС та Армії УНР.
Нагороджений Хрестом Симона Петлюри і Воєнним хрестом.
Відповідно до українського законодавства є борцем за незалежність України у ХХ столітті.

## Біографія
Закінчив Українську державну гімназію (Бережани, 1919).
Освіта:
- Українську державна гімназія, (Бережани) (1907—1909);
- Віденський університет (Австрія);
- Гірнича та Українська господарська академії (Чехословаччина).

В УСС пішов добровольцем. 
Від 1915 — четар Леґіону УСС, перебував у с. Гнильче, учасник «Листопадового зриву», поручник УГА. Член УВО (комендант Бережанщини). 
Воював стрільцем у складі п'ятої сотні Першого полку Українських Січових Стрільців.
Працював у Союзі кооператив на Львівщині. Політв’язень концтабору Береза Картузька.
У боях за Україну поранений (11 червня 1920). Закінчив 6 семестрів Вищої гірничої школи у м. Пшибрамі (ЧСР).
Писав 26 листопада 1926 року у "Curriculum vitae:
| “В час відвороту військ УНР - перейшов разом з лічницею до Бучача в Галичині, звідки Поляками арештований був відправлений в табор в Вадовіцах - відтак в Ланьцуті. В маю 1921 року був звільнений з табору провірочною лікарською комісією як не здібний до військової служби, звідки від’їхав домів. 1922 р. виїхав на студії до ЧСР та записався на високій школі гірничій в Пшибрамі, де покінчив 6 семестрів. З браку фондів на дальші студії перервав науку та відійшов на шахту на практику гірничу” |
Працював на шахті Мостецького вугільного товариства. Співорганізатор мітингу протесту в Подєбрадах проти антилюдської «пацифікації» українського населення у Польщі.
По закінченні економічного відділу економічно-кооперативного факультету Української Господарської академії в Подєбрадах (13 червня 1930) працював в повітовому Союзі кооперативів у Белзі. Член Українського народного союзу США (з 1950), належав до 243-го відділу імені св. Михаїла в Чикаго. Дружина — Олександра, син Алекс, дочка Марта.
Нагороджений Хрестом Симона Петлюри і Воєнним хрестом (1 березня 1963).

## Див. такоє
- Українська революція
- Армія УНР
- УСС